# Xing’an Ling
Xing’an Ling (chinesisch 興安嶺) ist ein 60 m hoher Hügel mit abgeflachtem Gipfel an der Ingrid-Christensen-Küste des ostantarktischen Prinzessin-Elisabeth-Lands. Auf der Halbinsel Xiehe Bandao in den Larsemann Hills ragt er westlich der russischen Progress-Station auf.
Chinesische Wissenschaftler benannten ihn 1990.